# Heather Fuhr
Heather Fuhr (Edmonton, 19 de enero de 1968) es una deportista canadiense que compitió en triatlón. Ganó dos medallas en el Campeonato Mundial de Ironman en los años 1997 y 2004.

## Palmarés internacional
| Campeonato Mundial | Campeonato Mundial     | Campeonato Mundial | Campeonato Mundial |
| Año                | Lugar                  | Medalla            | Prueba             |
| ------------------ | ---------------------- | ------------------ | ------------------ |
| 1997               | Hawái (Estados Unidos) | Medalla de oro     | Individual         |
| 2004               | Hawái (Estados Unidos) | Medalla de plata   | Individual         |